# Demolirer-Polka
Demolirer-Polka, op. 269, är en polka-française av Johann Strauss den yngre. Den framfördes första gången den 22 november 1862 i Zum Sperl i Wien.

## Historia
Liksom så många av familjen Strauss kompositioner speglade Johann Strauss Demolirer-Polka en speciell händelse i Wiens historia. Den 20 december 1857 undertecknade kejsar Frans Josef I ett brev till inrikesministern om att beordra utvidgningen av huvudstadens gränser för att möta den snabba befolkningsökningen (mellan 1857 och 1890 steg folkmängden från ca 430 000 till 820 000 invånare). Planerna bestod främst i demoleringen (därav polkans titel) av de historiska murarna runt stadens centrum och dess förstäder, samt byggandet av en ny ringväg (Ringstrasse). Beslutet hade föregåtts av en intensiv debatt och representanter för armén motsatte sig definitivt rivningen av murarna, även om det redan under det revolutionära året 1848 hade visats sig att dessa "befästningar" varit praktiskt taget värdelösa. Även bland invånarna var meningarna delade, men Johann Strauss var inte en av kritikerna och 1862 inleddes rivningarna av den gamla stadsmuren. I november återvände Strauss från sin smekmånad (den 27 augusti hade han gift sig med Jetty Treffz). Polkan Demolirer-Polka kan ha uppförts under sommaren men det första noterade framförandet skedde den 22 november 1862 i danslokalen Zum Sperl (tillsammans med valsen Carnevals-Botschafter) då Strauss själv dirigerade sin orkester vid en soaré.

## Om polkan
Speltiden är ca 3 minuter och 16 sekunder plus minus några sekunder beroende på dirigentens musikaliska tolkning.